# De Loper
De Loper is een straat in Amsterdam-Zuidoost.

## Geschiedenis en ligging
De straat is een open ruimte aan de noordzijde van de Johan Cruijff ArenA. Het is grotendeels voetgangersgebied waar een fietspad overheen loopt. Haar naam loper dankt zij aan haar ligging; het ontvangstterrein van het stadion. Stadsdeel Amsterdam-Zuidoost vernoemde het op 18 juni 1996 dan ook naar een “smal en lang tapijt dat men uitlegt om iemand te verwelkomen". De Loper is gelegen tussen de Holterbergweg en Station Amsterdam Bijlmer ArenA, de belangrijkste aanvoerroutes voor bezoekers.
Er is geen gebouw dat een huisnummer heeft aan De Loper en het heeft daarom dus ook geen postcode.

## Kunstwerken
Aan de noord- en oostzijde wordt De Loper begrensd door een afwateringstocht, waarover vier bruggen liggen:
- Brug 1978; een brug in De Passage (de noord-zuidverbinding)
- nummerloos bruggetje tussen het ArenA-terrein en het trainingsveld
- Brug 1980: een brug vanaf het terrein naar het Strandvlietpad; lijkt op brug 1978
- hangbrug

De eerste drie bruggen dateren uit de periode dat het stadion gebouwd werd (1996).
Een vijfde brug heeft haar landhoofd in De Loper en voert als voetbrug naar het stadion; op deze brug zijn kunstzinnige windvanen geplaatst. Een zesde brug, brug 1261, is een tuibrug over de Holterbergweg.

## Afbeeldingen

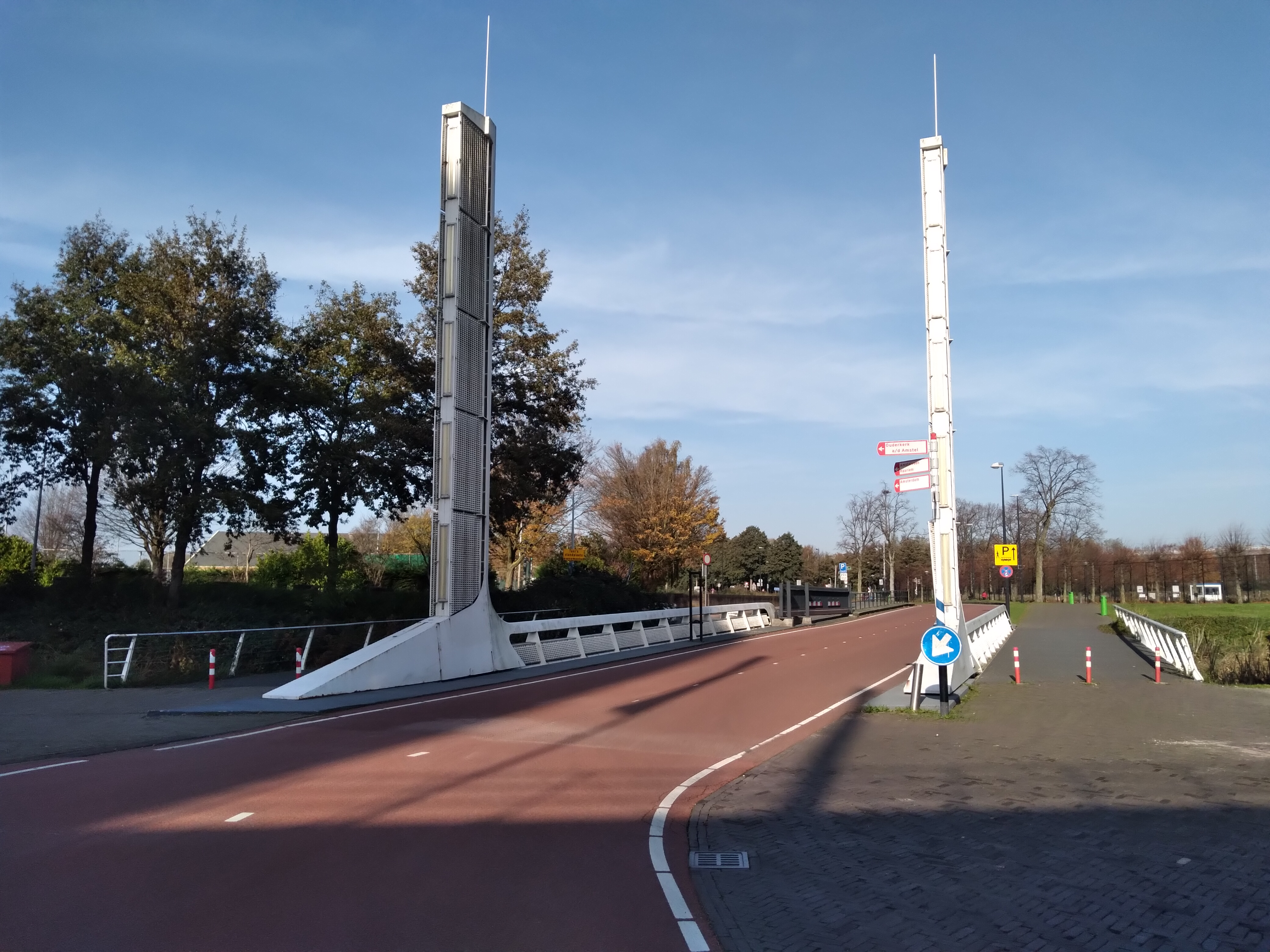
Brug 1978 (november 2020)
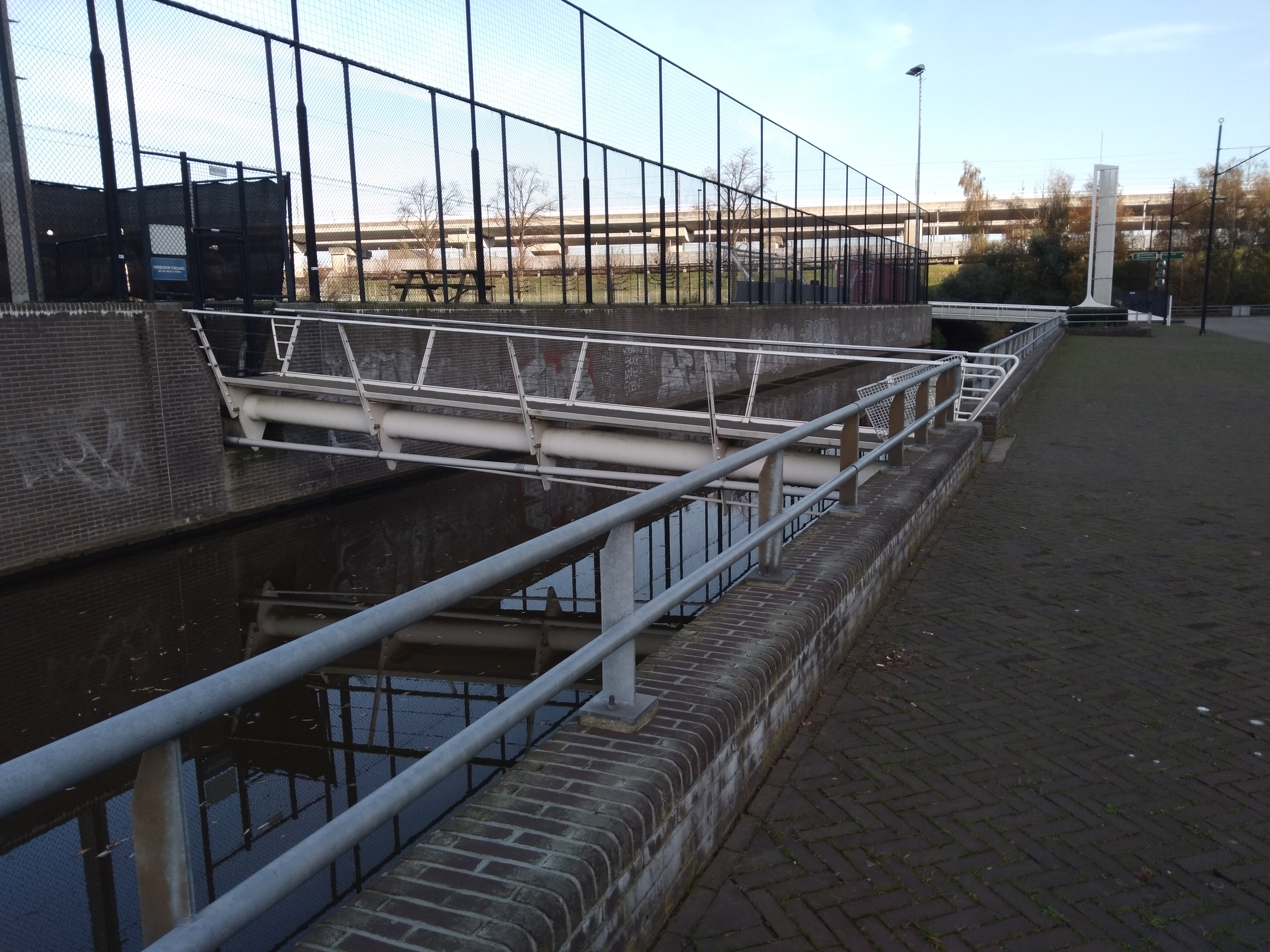
Nummerloos bruggetje (november 2020)
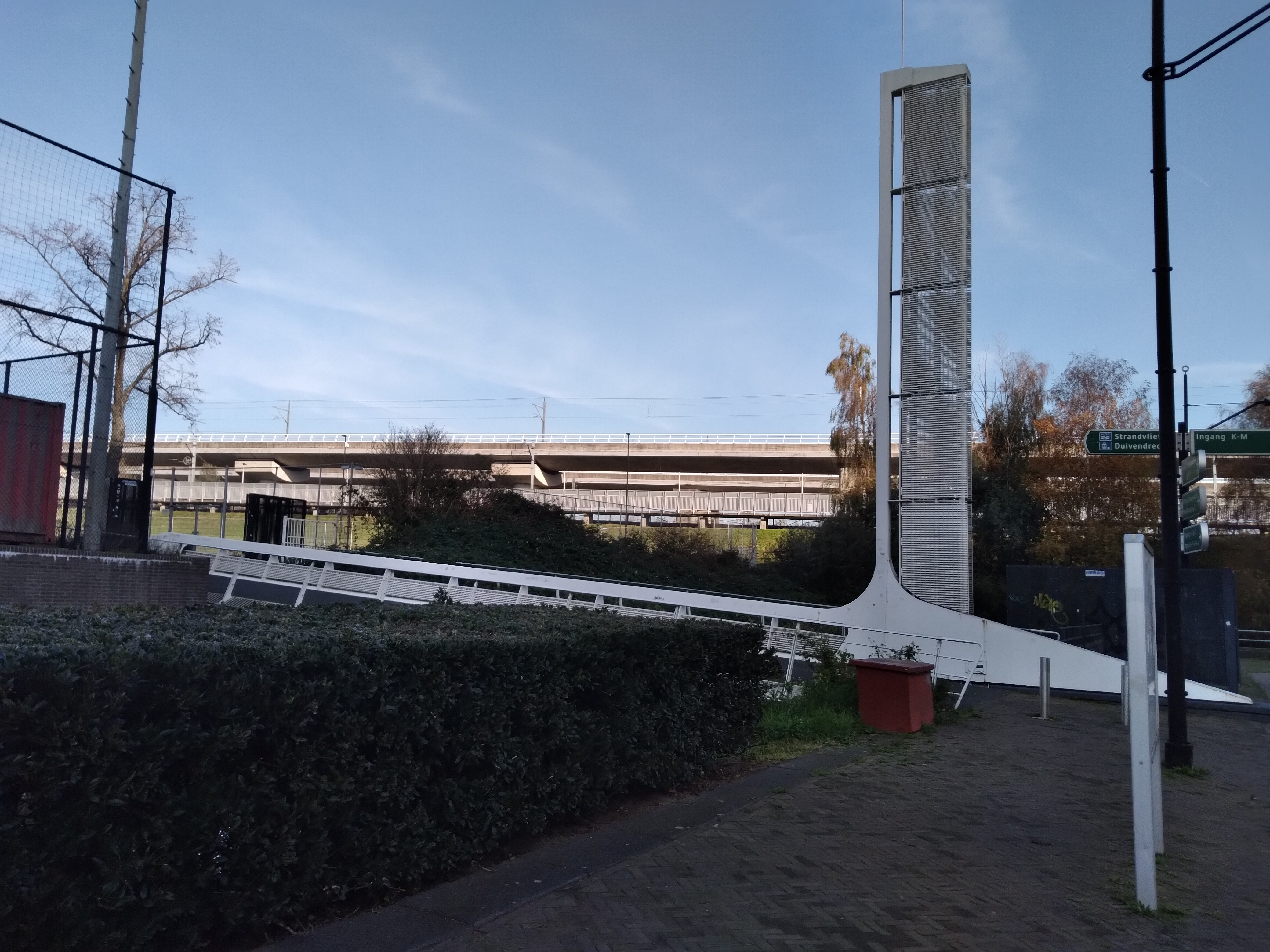
Brug 1980 (november 2020)

<<< · 1900 · 1901 · 1902 · 1904 · 1906 · 1907 · 1908 · 1909 · 1910 · 1911 · 1913 · 1914 · 1915 · 1916 · 1917 · 1919 · 1920 · 1922 · 1923 · 1925 · 1927 · 1929 · 1930 · 1931 · 1932 · 1933 · 1935 · 1936 · 1937 · 1938 · 1939 · 1940 · 1941 · 1942 · 1944 · 1945 · 1946 · 1947 · 1948 · 1949 · 1950 · 1951 · 1952 · 1953 · 1954 · 1955 · 1956 · 1957 · 1958 · 1959 · 1960 · 1961 · 1962 · 1963 · 1964 · 1965 · 1966 · 1967 · 1968 · 1969 · 1970 · 1971 · 1972 · 1973 · 1974 · 1975 · 1976 · 1977 · 1978 · 1979 · 1980 · 1981 · 1982 · 1983 · 1984 · 1985 · 1986 · 1987 · 1988 · 1989 · 1990 · 1991 · 1992 · 1993 · 1994 · 1995 · 1996 · 1997 · 1998 · 1999 · >>>
Brugnummers 1903, 1905, 1912, 1918, 1921, 1924, 1926, 1928, 1934, 1943 zijn niet (meer) in gebruik (januari 2021)